# Napomyza filipenduliphila
Napomyza filipenduliphila är en tvåvingeart som beskrevs av Zlobin 1994. Napomyza filipenduliphila ingår i släktet Napomyza och familjen minerarflugor. Inga underarter finns listade i Catalogue of Life.